# Ratnasaṃbhāva

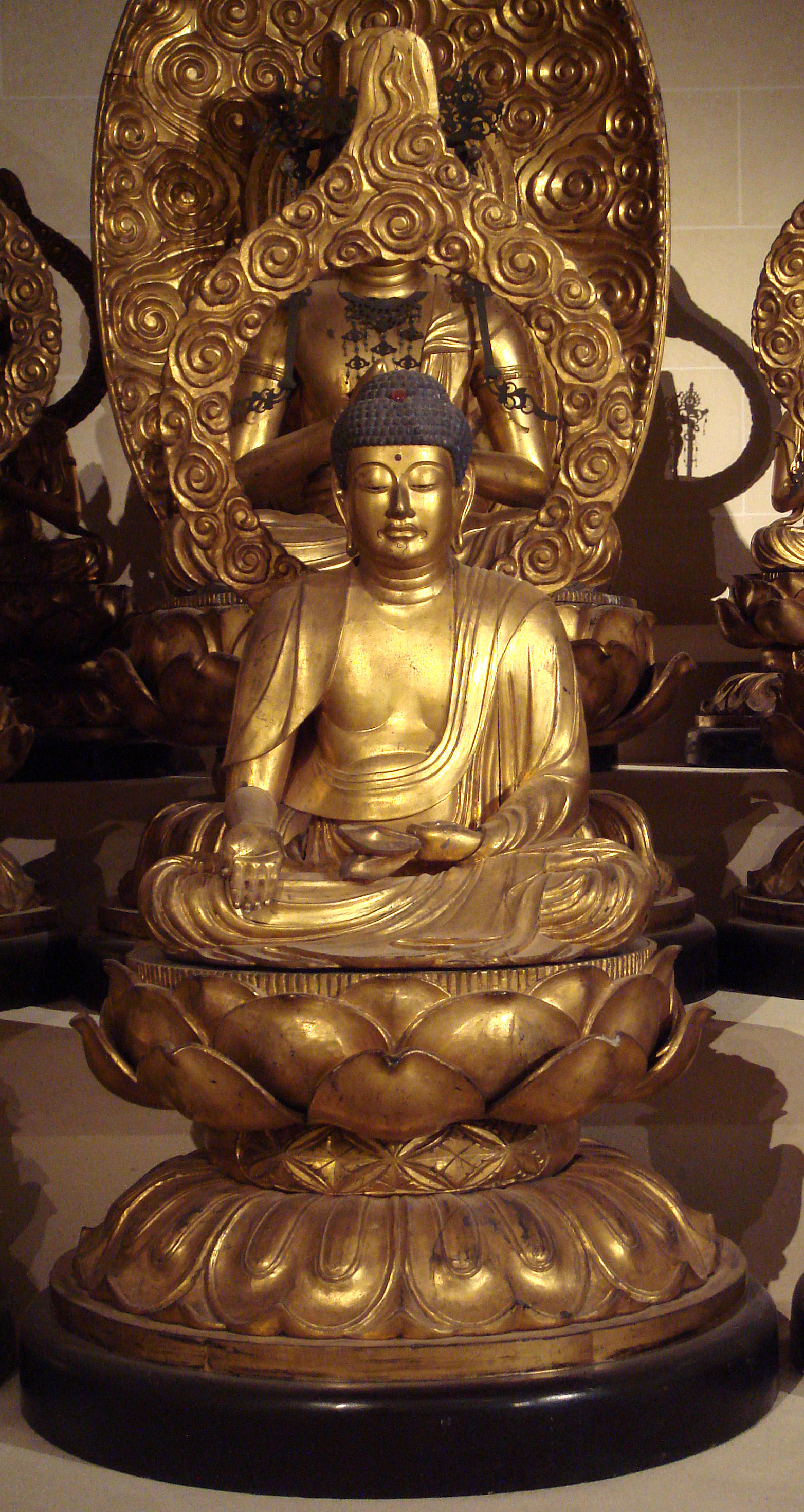
Hōshō Nyorai/Ratnasambhava

Ratnasaṃbhāva (lett. "gioiello-nato", in cinese, 寶生如來, in giapponese 宝生如来,  in tibetano རིན་ཆེན་འབྱུང་གནས་ or རིན་ཆེན་འབྱུང་ལྡན་) è uno dei cinque Buddha Dhyani (o "Cinque Buddha della meditazione") del Vajrayana o buddismo tantrico. I Maṇḍala e i mantra di Ratnasambhava si concentrano sullo sviluppo dell'equanimità e dell'uguaglianza e, nel Vajrayana, il pensiero buddista è associato al tentativo di distruggere l'avidità e l'orgoglio. La sua consorte è Mamaki e la sua cavalcatura è un cavallo o una coppia di leoni.

## Fonti letterarie
La prima menzione documentata di Ratnasambhava si trova nel Suvarṇaprabhāsa Sūtra e nel Guhyasamāja Tantra (IV secolo d.C.), e successivamente appare in numerosi testi Vajrayana. Il resoconto più elaborato su di lui si trova nella sezione Pañcakara dell'Advayavajrasaṃgraha.
Ratnasambhava è anche menzionato come uno dei Buddha degni di lode nel Kṣitigarbha Bodhisattva Pūrvapraṇidhāna Sūtra, capitolo 9: "Di nuovo nel passato, incommensurabili kalpa fa, tanti quanti i grani di sabbia nel Gange, apparve nel mondo un Buddha che portava il titolo di Ratnasambhava Tathāgata. Ogni uomo o donna, udendo il nome del Buddha e mostrandogli rispetto, sarebbe diventato un Arhat".

## Caratteristiche

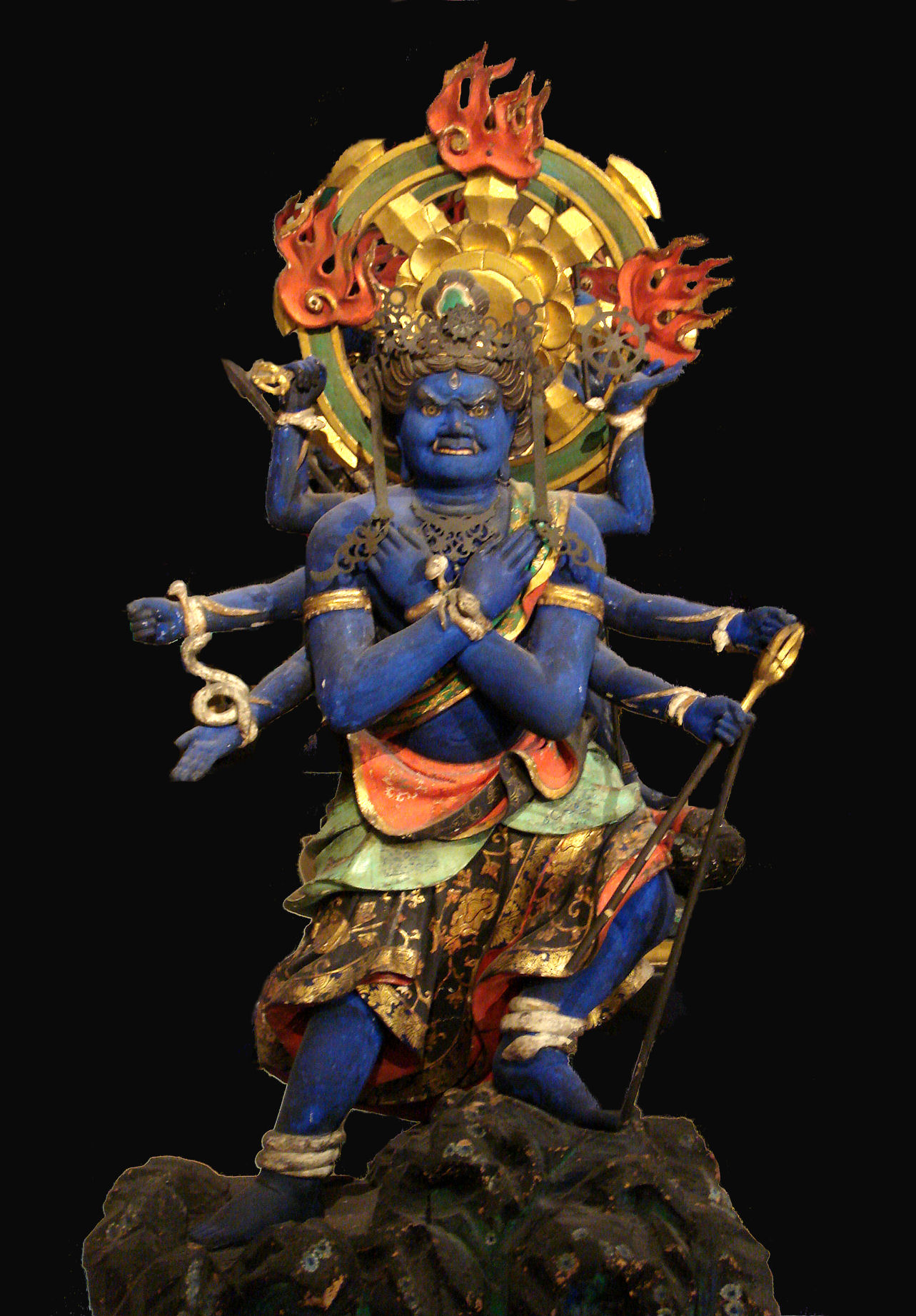
Il re saggio Gundari è una manifestazione di Ratnasambhava.

Ratnasaṃbhava è associato allo skandha del sentimento o della sensazione e al suo rapporto con la coscienza. La sua attività nel promuovere il buddismo è arricchire e aumentare la conoscenza del Dharma. Ratnasambhava è associato al simbolo del gioiello, che corrisponde alla sua famiglia, Ratna o gioiello. Nelle opere d'arte viene mostrato nel mudra del dare.
Di solito è di colore giallo o oro. È associato con l'elemento terra, il quartiere celeste del sud e la stagione della primavera. La sua direzione cardinale è il sud. Il suo campo buddhico è noto come Śrimat.
Nel Bardo Thodol, è raffigurato in unione con Mamaki e accompagnato dai bodhisattva maschi Ākāśagarbha e Samantabhadra e dalle bodhisattva femmine Mala e Dhupa.
In Tibet, Vaiśravaṇa, noto anche come Jambhala e Kubera, è considerato un dharmapāla mondano ed è spesso raffigurato come membro del seguito di Ratnasambhava.
La sua manifestazione negativa è il re della saggezza Gundari.

## Note

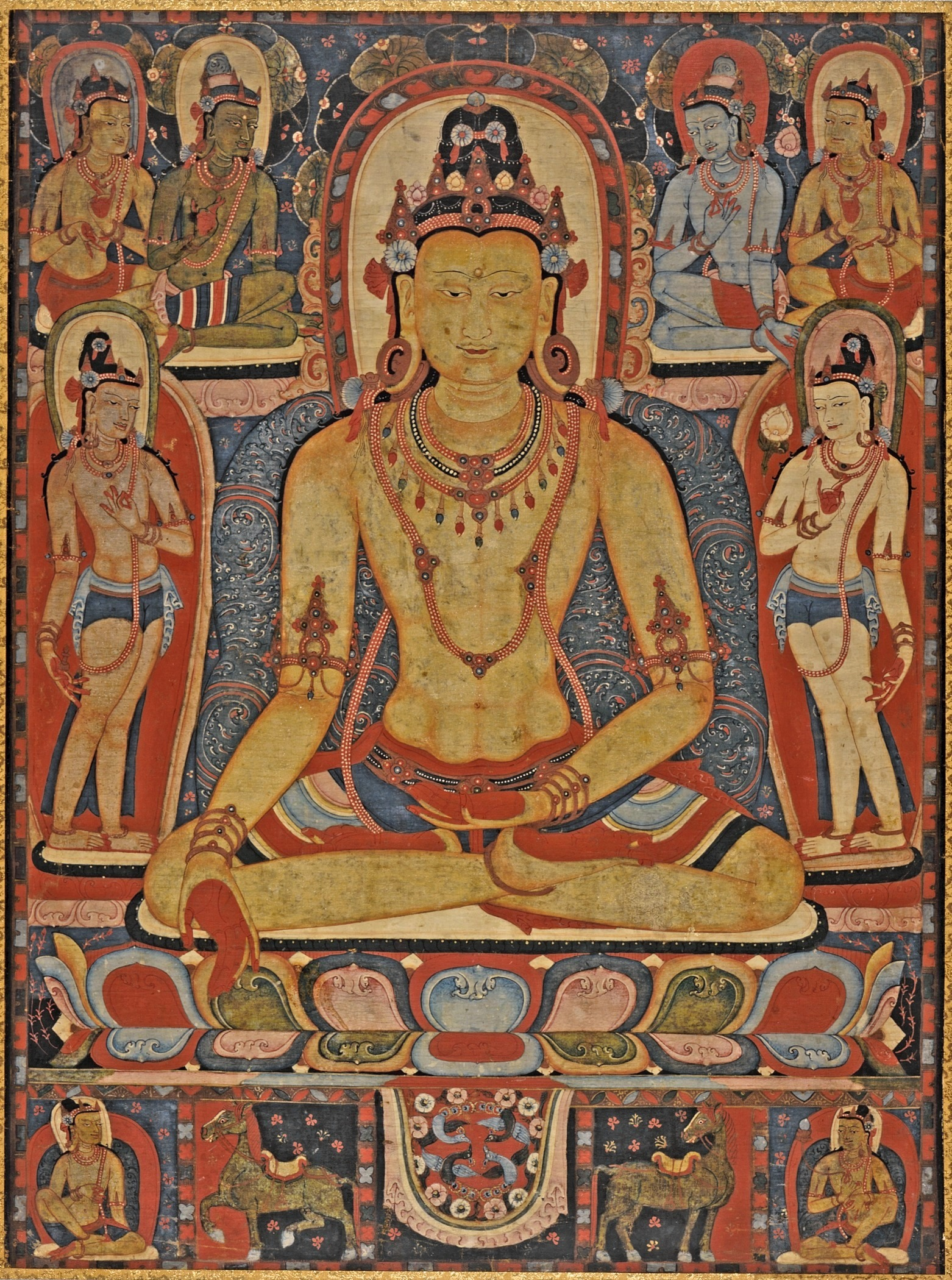
Ratnasambhava, intorno al 1200, Museo d'Arte della Contea di Los Angeles